# إلين موث
إلين موث (بالإنجليزية: Ellen Muth) هي ممثلة أمريكية، ولدت في 6 مارس 1981 في الولايات المتحدة.

## وصلات خارجية
- إلين موث على موقع IMDb (الإنجليزية)
- إلين موث على موقع روتن توميتوز (الإنجليزية)
- إلين موث على موقع ألو سيني (الفرنسية)
- إلين موث على موقع أول موفي (الإنجليزية)
- إلين موث على موقع قاعدة بيانات الأفلام السويدية (السويدية)
- إلين موث على موقع إن إن دي بي (الإنجليزية)
- إلين موث على موقع قاعدة بيانات الفيلم (الإنجليزية)
- إلين موث على موقع كينوبويسك (الروسية)